# Senado de Ohio
El Senado de Ohio es la cámara alta de la Asamblea General de Ohio, siendo la cámara baja la Cámara de Representantes de Ohio. El Senado consta de 33 miembros, que son elegidos por períodos de cuatro años y están limitados a dos mandatos consecutivos.
Actualmente, la mayoría de la cámara la conforman los republicanos.

## Composición
|                   | Partido     | Partido   | Partido   | Partido | Vac. | Total |
| Republicano       | Republicano | Demócrata | Demócrata |         | Vac. | Total |
| ----------------- | ----------- | --------- | --------- | ------- | ---- | ----- |
|                   | Dif.        |           | Dif.      |         |      | Total |
| Bancas            | 25          | 1         | 8         | 1       | -    | 33    |
|                   |             |           |           |         |      |       |
| Último % de votos | 75.8%       |           | 24.2%     |         |      |       |

## Liderazgos
| Posición               | Nombre        | Partido     |
| ---------------------- | ------------- | ----------- |
| Presidente             | Matt Huffman  | Republicano |
| Presidente pro tempore | Jay Hottinger | Republicano |
| Líder de la mayoría    | Kirk Schuring | Republicano |
| Líder de la minoría    | Kenny Yuko    | Demócrata   |